# Хьюстон Аэрос (ВХА)
Хьюстон Аэрос (англ. Houston Aeros) — профессиональный американский хоккейный клуб, выступавший в 1972—1978 гг. в ВХА, одна из лучших команд лиги. Команда базировалась в городе Хьюстон, штат Техас. Двукратный обладатель Кубка АВКО (1974, 1975). Выступал на «Сэм Хьюстон Колизеум» (1972—1975) и арене «Саммит» (1975—1978).

## История
При создании ВХА команда должна была играть в Дейтоне, штат Огайо. Отсюда название Aeros, отсылающее к совершенному в окрестностях Дейтона первому в мире полету на аэроплане, сконструированному братьями Райт. Однако владельцы франшизы не смогли договориться об установке холодильной установки на стадионе дейтонского университета, а имевшаяся в городе хоккейная арена вмещала лишь 5000 зрителей. Поэтому владелец франшизы Пол Дено принял решение переместить ее в Хьюстон. Название менять не стали, так в Хьюстоне располагается Космический центр имени Линдона Джонсона.
В Хьюстоне «Аэроз» стали одной из трех наиболее успешных франшиз ВХА. Они четырежды становились лучшими в Западном дивизионе с 1974 по 1977 и стали третьими в едином дивизионе регулярного первенства 1978 и не разу не пропустили плей-офф, трижды дойдя до финала и дважды выигрывали Кубок АВКО в 1974 и в 1975 гг. 
Когда в 1977 г. начались переговоры о слиянии ВХА и НХЛ, «Хьюстон Аэроз» должны были стать одной из шести франшиз, допущенных в НХЛ. Однако переговоры закончились безрезультатно. При возобновлении переговоров в 1978 г. речь шла о вступлении в НХЛ только четырех франшиз, причем ВХА настаивала, что должны быть сохранены все три канадские команды («Виннипег Джетс», «Квебек Нордикс» и «Эдмонтон Ойлерз»). Это означало, что в НХЛ может вступить только одна американская команда из ВХА. Конкурентом «Хьюстон Аэроз» считались «Нью-Инглэнд Уэйлерз», и с точки зрения спортивной успешности «Аэроз» были ничуть не хуже. Однако против них сыграло то обстоятельство, что все попытки НХЛ закрепиться в южных штатах оказались неуспешными: «Калифорния Голден Силз» в 1976 г. вынуждены были переехать в Огайо, став «Кливленд Баронз», а «Атланта Флэймз» и «Лос-Анджелес Кингз» в то время едва сводили концы с концами. Поэтому руководство НХЛ решило отказаться от потенциально проблемной команды из Техаса. Осознав, что перспектив в ВХА у «Хьюстон Аэрос» нет, владелец франшизы Шнитцер попытался договориться о вступлении в НХЛ вне рамок сделки о слиянии, но неудачно. Тогда он предложил купить одну из проблемных франшиз НХЛ и перевести ее в Хьюстон. Наиболее очевидным кандидатом для такого шага были полумёртвые «Кливленд Баронз». Шнитцер считал, что руководство НХЛ пойдёт ему навстречу, желая избежать имиджевых потерь от закрытия одной из своих франшиз. Шнитцер был близок к договорённости, однако в итоге НХЛ предпочла «объединить» «Кливленд Баронз» с «Миннесота Норт Старз». Исчерпав все возможности спасти команду, Шнитцер 9 июля 1978 г. закрыл франшизу. Таким образом, «Хьюстон Аэрос» стали единственным обладателем Кубка АВКО, не принятым в НХЛ.